# استنلی کچل
استنلی کچل (انگلیسی: Stanley Ketchel; ۱۴ سپتامبر ۱۸۸۶ – ۱۵ اکتبر ۱۹۱۰) بوکسور اهل ایالات متحده آمریکا بود.